# 1881 Heritage
1881 Heritage (Наследие 1881) — многоуровневый фешенебельный торговый центр и пятизвёздочный отель, созданные на месте бывшего штаба Морской полиции Гонконга и старого пожарного депо Коулуна. 1881 Heritage, относящийся к охраняемым правительством памятникам архитектуры, расположен в районе Чимсачёй, округ Яучимвон (Коулун). Проект общей площадью 120 тыс. квадратных метров был реализован архитектором Дэниелом Лином из бюро A+T Design и открылся в 2009 году.
Бывшая база Морской полиции в Коулуне упоминается в нескольких романах, в том числе в «Солдат удачи» (1954) Эрнеста Ганна, по которому в 1955 году был снят одноимённый фильм с Кларком Гейблом, Сьюзен Хэйворд и Джином Барри, и в «Пламя дракона» (1966) из серии о Нике Картере. 

## География
1881 Heritage расположен у юго-западной оконечности Коулунского полуострова. С юга ограничен улицей Салисбери-роуд (на другой стороне улицы расположен Гонконгский культурный центр), с запада — улицей Кантон-роуд (на другой стороне улицы расположены Стар-хаус и Харбор-Сити), с севера — небоскрёбом One Peking Road и улицей Пекин-роуд, с востока — улицей Коулун-Парк-драйв.

## История
Штаб Морской полиции Гонконга был построен в 1881—1884 году. Трёхэтажное здание совмещало в себе викторианский колониальный стиль и элементы неоклассицизма. Террасы с красивыми сдвоенными колоннами сохраняли прохладу даже в период летней жары. В юго-восточном и юго-западном крыльях здания размещались квартиры для семейных офицеров полиции. В комплекс штаба входили казармы и арсенал Морской полиции, пожарная часть, в подвалах находилась тюрьма, где содержали арестованных пиратов и контрабандистов. Во внутреннем дворе штаба находилась голубятня, почтовые голуби которой доставляли сообщения на суда, стоявшие в гавани.
- Вид сверху
- Башня с шаром времени
- Пожарное депо

Также на территории штаба Морской полиции находилась башня с шаром времени, которая с 1885 по 1907 года оказывала судам, заходившим в бухту Гонконга, крайне важную услугу. Многие из этих судов прибывали в порт после долгих плаваний, во время которых их хронометры теряли точность. Шар, установленный на вершине башни, каждое утро поднимался вручную, и согласно данным Гонконгской обсерватории в 13.00 опускался вниз. Суда, находившиеся в гавани, могли по опусканию шара калибровать свои хронометры с точностью до одной десятой секунды, прежде чем отбыть из Гонконга. В 1907 году обслуживание шара времени было перенесено в новую башню на Сигнал-Хилл. 
Во время японской оккупации Гонконга штаб был отдан под нужды императорского флота. Ниже уровня газона были построены обширные подземные туннели и бомбоубежище, но после войны вход в них был заблокирован, а сами они ради безопасности были засыпаны землёй. В 1970-х годах комплекс штаба потерял значительную часть своей территории — наклон был выровнен, чтобы освободить место для строительства Коулун-Парк-драйв. В 1994 году штаб Морской полиции получил статус признанного исторического памятника как одно из четырёх самых старых правительственных зданий Гонконга. В конце 1996 года штаб был перенесён в район Сайваньхо. 

### Перестройка
В 2003 году правительство запустило проект развития туризма и сохранения исторического наследия. Был объявлен открытый тендер с целью привлечения частного инвестора для реконструкции и дальнейшей эксплуатации бывшего штаба Морской полиции. В конкурсе из шести предложений победила дочерняя структура Cheung Kong Group, получившая земельный грант в 50-летнюю концессию. Проект был закончен в 2009 году, после чего новый коммерческий комплекс получил название 1881 Heritage. Исторические здания викторианской эпохи были сохранены и перестроены, на их месте появились торговый центр, отель, выставочный зал и рестораны высокой кухни.
- Главный фасад отеля
- Магазины вдоль Кантон-роуд
- Магазины вдоль Кантон-роуд
- Торговая аркада внутри

## Структура
На углу Салисбери-роуд и Коулун-Парк-драйв расположено бывшее пожарное депо Коулуна (состоит из главного блока, построенного в 1920 году, и двухэтажного жилого барака, законченного в 1922 году). В 1971 году старое депо было закрыто и перенесено на Кантон-роуд, где и сегодня работает пожарная станция Чимсачёй. На углу Салисбери-роуд и Кантон-роуд находится бывшая сигнальная башня, поднятая на круглую платформу (вокруг башни разбит декоративный сад, соединённый с уровнем улицы эскалаторами и монументальными лестницами). За ними террасами поднимаются торговые галереи, над которыми возвышается бывшее здание штаба Морской полиции. Позади штаба расположена 30-этажная офисная башня One Peking Road, визуально вписывающаяся в ступенчатую архитектурную структуру комплекса 1881 Heritage. 
Между бывшим пожарным депо, сигнальной башней и террасами магазинов, расположенными под главным фасадом отеля, имеется небольшой внутренний двор с фонтаном. Бывшее главное здание полицейского штаба занимает бутик-отель Hullett House (海利公館). Его десять номеров оборудованы по последнему слову техники и выполнены в различных дизайнерских стилях (императорский Китай XIX века, сельская Англия и китайский поп-арт). Также в отеле имеются рестораны, бары и сувенирный магазин.
- Пожарное депо
- Пожарное депо
- Сигнальная башня
- Внутренний двор

В состав торговых галерей входят магазины Montblanc, Van Cleef & Arpels, Piaget, Freywille, Breguet, Cartier, Tiffany & Co., Rolex, Blancpain, A. Lange & Söhne, IWC Schaffhausen, Chopard, Alfred Dunhill, Vacheron Constantin, Roger Dubuis, Mikimoto, Emperor Watch & Jewellery, Nirav Modi, Vivienne Tam и Shanghai Tang.

## Комментарии
1. ↑  Изначально главное здание штаба было двухэтажным, третий этаж был надстроен в 1920-х годах.